# Nguyễn Thị Viên
Nguyễn Thị Viên (chữ Hán: 阮氏圓; ? – ?), phong hiệu Lục giai Tiếp dư (六階婕妤), là một thứ phi của vua Minh Mạng nhà Nguyễn trong lịch sử Việt Nam.

## Tiểu sử
Tiếp dư Nguyễn Thị Viên nguyên quán ở huyện Phong Điền, tỉnh Thừa Thiên. Phụ thân của bà là Thiếu bảo Quận công Nguyễn Văn Khiêm. Đại Nam liệt truyện và bia mộ đều ghi họ của bà là họ kép Nguyễn Thường. Không rõ năm sinh năm mất cũng như thời gian bà Viên vào hầu vua Minh Mạng.
Tiếp dư Nguyễn Thường thị mất khi vua Minh Mạng vẫn còn tại vị, được ban thụy là Dao Thụ, cho thờ ở Ý Thục từ (nơi thờ của Gia phi Phạm Thị Tuyết). Mộ của bà Tiệp dư hiện tọa lạc tại phường Thủy Biều, Huế.

## Hậu duệ
Tiếp dư Nguyễn Thường Thị Viên sinh cho vua Minh Mạng tổng cộng 2 hoàng tử và 3 hoàng nữ, tất cả đều sống qua tuổi trưởng thành:
- Tuy Biên Quận công Nguyễn Phúc Miên Sủng (8 tháng 4 năm 1831 – 03 tháng 7 năm 1865), hoàng tử thứ 53.
- Duy Xuyên Quận công Nguyễn Phúc Miên Tiệp (18 tháng 8 năm 1832 – 9 tháng 12 năm 1871), hoàng tử thứ 58.
- Phú Hậu Công chúa Nguyễn Phúc Phương Trinh (nguyên danh là An Thụy) (27 tháng 6 năm 1834 – 15 tháng 12 năm 1886), hoàng nữ thứ 46.
- Mỹ Thuận Công chúa Nguyễn Phúc Nhàn Tuệ (18 tháng 12 năm 1835 – 10 tháng 2 năm 1863), hoàng nữ thứ 50.
- Lâm Thạnh Công chúa Nguyễn Phúc Hòa Trinh (4 tháng 12 năm 1836 – 8 tháng 10 năm 1869), hoàng nữ thứ 53.